# Бирва
Би́рва (англ. Beerwah) — небольшой населённый пункт в южной части района Саншайн-Кост австралийского штата Квинсленд. Известен благодаря расположенному рядом Зоопарку Австралии имени Стивена Ирвина — одному из самых известных зоопарков мира.
Городок расположен в 80-и километрах к северу от Брисбена, у подножия горы Бирва.
Первоначально Бирва был фермерским поселением, население которого выращивало ананасы, цитрусовые и табак. В последнее время развивается туризм. В городке имеется железнодорожная станция, три школы.